# Gettin' It (Album Number Ten)
| Críticas profissionais | Críticas profissionais |
| Avaliações da crítica  | Avaliações da crítica  |
| Fonte                  | Avaliação              |
| ---------------------- | ---------------------- |
| Allmusic               | [ 1 ]                  |

Gettin' It (Album Number Ten) é o décimo álbum de estúdio do rapper Too Short. Este foi seu último álbum antes de entrar em um breve hiato em sua carreira, e é platina certificada. Alcançou o top 5 da Billboard 200, enquanto se tornou o terceiro álbum número um para o artista na parada Top R&B/Hip-Hop Albums.

## Lista de faixas
1. "Gettin' It" (featuring Parliament-Funkadelic) (5:41)
2. "Survivin' the Game" (5:00)
3. "That's Why" (5:21)
4. "Bad Ways" (featuring Stud, Murda One & Joe Riz) (4:56)
5. "Fuck My Car" (featuring MC Breed) (4:48)
6. "Take My Bitch" (3:35)
7. "Buy You Some" (featuring Erick Sermon, MC Breed & Kool-Ace) (5:15)
8. "Pimp Me" (featuring Goldy, Kool-Ace, Sir Captain & Reel Tight) (5:44)
9. "Baby D" (featuring Baby D) (1:58)
10. "Nasty Rhymes" (3:46)
11. "Never Talk Down" (featuring Rappin' 4-Tay & MC Breed) (5:11)
12. "I Must Confess" (featuring Reel Tight) (4:15)
13. "So Watcha Sayin'?" (2:54)
14. "I've Been Watching You (Move Your Sexy Body)" (featuring Parliament-Funkadelic) (7:30)

## Posições nas tabelas
| Tabela                 | Posição |
| ---------------------- | ------- |
| Billboard 200          | # 3     |
| Top R&B/Hip-Hop Albums | # 1     |

## Singles
Gettin It
| Tabela                           | Posição |
| -------------------------------- | ------- |
| Rhythmic Top 40                  | # 35    |
| Hot R&B/Hip-Hop Singles & Tracks | # 49    |
| Hot Rap Singles                  | # 9     |
| Billboard Hot 100                | # 68    |
| Hot Rap Singles                  | # 47    |